# Ihorombe
Ihorombe est une des 23 régions de Madagascar. Elle est située dans la province de Fianarantsoa, dans le centre-sud de l'île. Son chef-lieu est Ihosy.

## Géographie
La région Ihorombe est topographiquement dominée par le massif d'Isalo et le plateau d'Ihorombe à l'ouest et par la partie méridionale du massif d'Andringitra à l'Est.
Les axes routiers majeurs qui traversent la région sont: 
- La RN 7 (Antananarivo – Toliara).
- La RN 27 (Ihosy – Farafangana) qui la relie à la côte sud-est.
- La RN 13 (Ihosy – Fort-Dauphin) qui est le principal axe vers l'extrême sud de Madagascar (régions Androy et Anôsy).

La population de la région est estimée à environ 189 200 habitants en 2004, sur une superficie de 26 391 km2.

## Administration
Le chef-lieu de la région est la ville d'Ihosy Ihosy.
La région Ihorombe est divisée en trois districts :
- District d'Iakora
- District d'Ihosy
- District d'Ivohibe

## Patrimoine naturel
La région abrite le parc national de l'Isalo, la réserve spéciale du Pic d'Ivohibe et une partie du parc national d'Andringitra.